# مطار شانغهاي لونغهوا
مطار شنغهاي لونغهوا (بالصينية: 上海 龙华 机场)(منظمة الطيران المدني الدولي: ZSSL)، كان مطارًا عامًا في جنوب وسط مدينة شنغهاي، الصين، على ضفة نهر هوانغبو. افتتح في أوائل العشرينات من القرن الماضي وكان المطار الرئيسي للمدينة حتى الخمسينيات من القرن الماضي عندما افتتح مطار شنغهاي هونغكياو الدولي. بعد ذلك، كان أحد مطاري طيران عامين يخدمان شنغهاي، كما كان بمثابة موقع هبوط طارئ للشرطة وعمليات الإطفاء والإنقاذ جنوب غرب المدينة. أغلق المطار في نهاية المطاف في عام 1966، وبنيت أرض المطار على مدار فترة بين عامي 1993 و2016.

## معرض صور

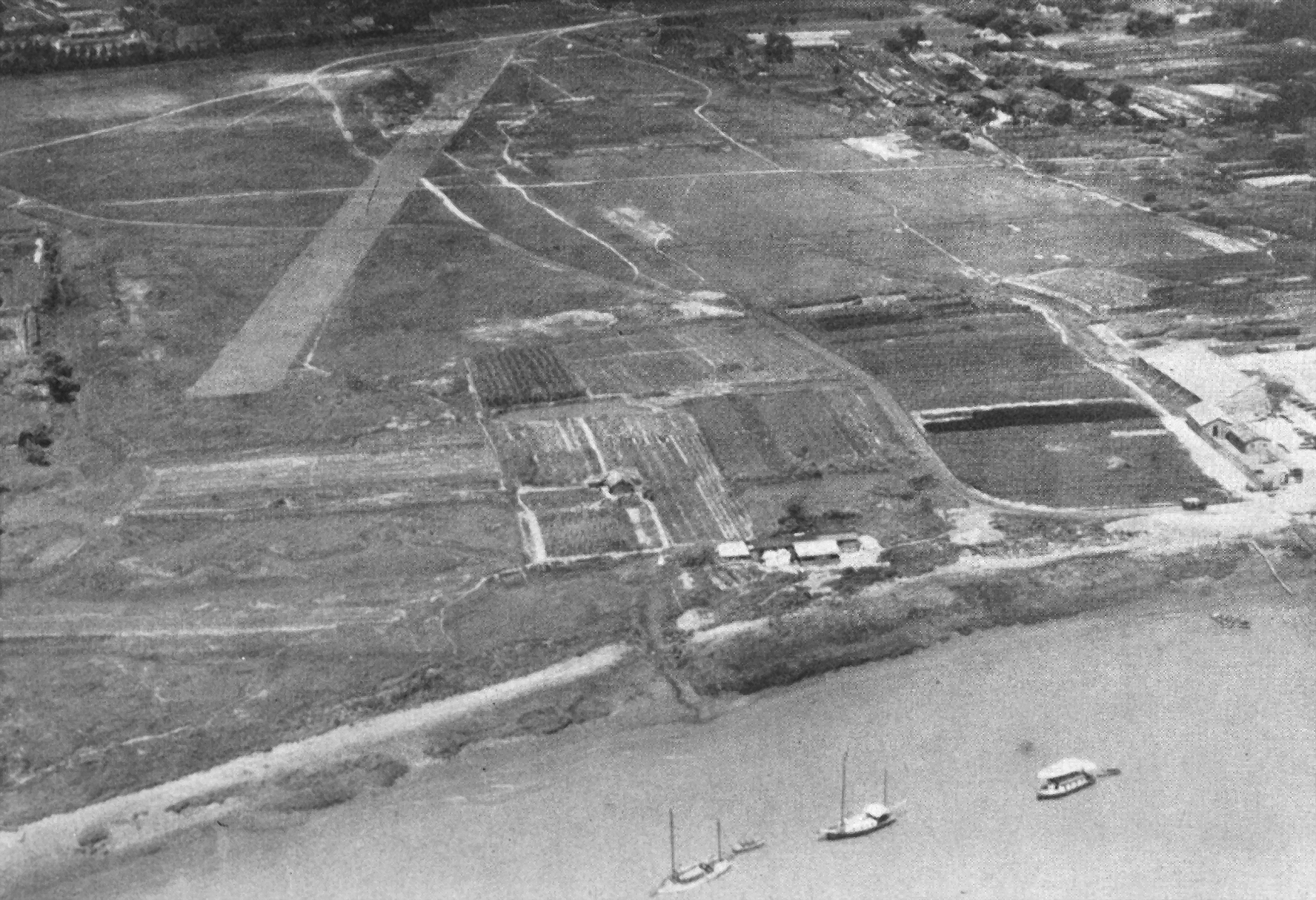
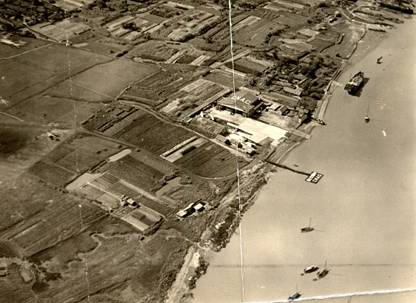
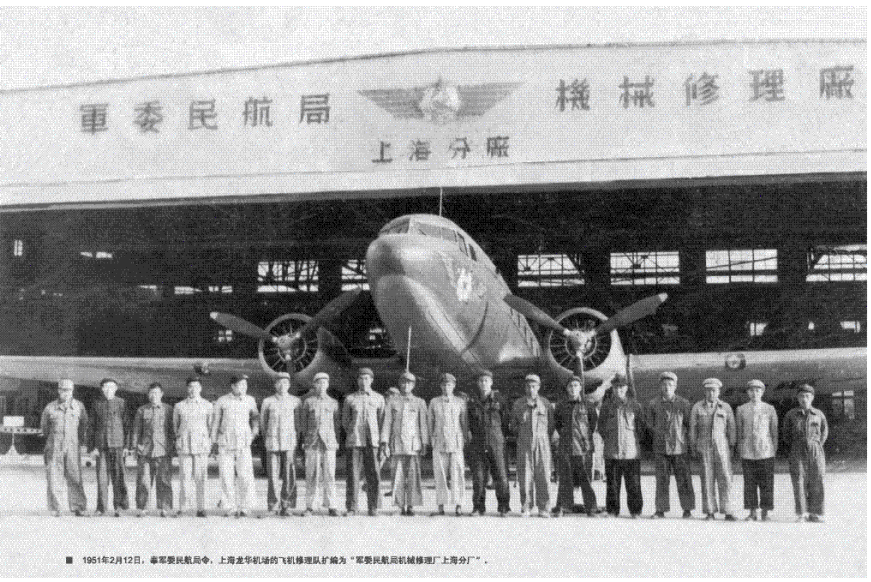

## وصلات خارجية
- http://www.flightstats.com/go/Airport/airportDetails.do?airportCode=